# Montaña Timbaiba
La Montaña Timbaiba est un volcan du centre de l'île de Lanzarote dans les îles Canaries. Culminant à 341 m d'altitude, il est situé sur la commune de Tinajo.

## Géologie
La Montaña Timbaiba est un cône volcanique faisant partie des volcans de la série III de Lanzarote[Quoi ?].